# بندیکت کاسن
بندیکت کاسن (به انگلیسی: Benedict Cassen) ‏ متولد ۱۹۰۲ در نیویورک، از پیشروان مهم در تاریخ و علم فیزیک پزشکی است.
کاسن که یک فیزیکدان دیگر از نیویورک بود، اولین دستگاه اسکنِ خطی را در سال ۱۹۵۱ در دانشگاه یو سی ال ای اختراع نمود. دستگاه اختراعی وی از اوخر دهه ۵۰ میلادی تا اوایل دهه ۷۰ میلادی، لقب پراستفاده‌ترین ساختهٔ دست بشر در تصویربرداری از اندام داخلی بدن را یدک می‌کشید. از اینروست که برخی امروزه از کاسن بعنوان «پدر تصویربرداری بدن» نام می‌برند.